# Monique Gessain
Pour les articles homonymes, voir Lestrange (homonymie) et Gessain.
Monique Gessain, née de Lestrange le 30 septembre 1921 à Paris et morte le 12 avril 2019 dans la même ville, est une ethnologue française, spécialiste des populations Bassari du Sénégal.

## Biographie
Elle est assistante au Musée de l'homme, Paris (en 1955). Elle est spécialiste du Sénégal, où elle réalise plusieurs missions d'études, notamment en 1967, et soutient une thèse d'État intitulée Environnement végétal et anthropologie écologique des Bassari du Sénégal oriental : évolution du village d'Etyolo depuis 1900 à l'université Pierre et Marie Curie. 
Elle réalise avec Robert Gessain, son mari, des films anthropologiques en Bretagne, intitulés Les Gens de Saint-Démet.

### Publications
- Les migrations des Coniagui et Bassari, Paris, Société des Africanistes, 1967, 106 p.
- « Les classes d’âge chez les Bassari d’Etyolo (Sénégal oriental) », in Denise Paulme (éd.), Classes et associations d’âge en Afrique de l’ouest, 1971, Plon, Paris, p. 157-184.
- (Thèse d'État) Environnement végétal et anthropologie écologique des Bassari du Sénégal oriental : évolution du village d'Etyolo depuis 1900, Paris, Université Pierre et Marie Curie, 1976 ?, 342 p.
- « Démographie historique des Bassari (Sénégal oriental) : l’évolution du mariage », L’Anthropologie (Paris), 1981-1982, 85-86, 4, p. 627-650.
- avec Annabel Desgrées du Loû, « L’évolution du lévirat chez les Bassari », Journal des africanistes 68, 1-2, 1998, p. 225-247.
- « Âge et classe d’âge chez les Bassari du Sénégal oriental », Bulletins et Mémoires de la Société d'Anthropologie de Paris, 2002, tome 14, fascicule 1-2 [lire en ligne]
- Bassari : Guinée et Sénégal, 1927-2002, Sepia, 2003,  (ISBN 2842800710)
- La femme et le masque : Ou l'éloge de l'équilibre chez les Bassari, Sepia, 2006, 272 p.  (ISBN 2842801067)

### Sous le nom de Monique de Lestrange
- De la cithare au portable. Évolution d'un village ouest-africain au XXe siècle, L'Harmattan, Paris, 2012, 176 p.  (ISBN 9782296991958)
- Les Coniagui et les Bassari, L’Harmattan, 2006 (1re édition 1955), 84 p.  (ISBN 2296004490)
- Le Grenier des rêves : essai d'onirologie diachronique, avec Michel Jouvet, Paris, Odile Jacob, 1997.
- Coniagui. - Paris : L. M. C. ; (Langres : Impr. de Champagne), 1948.-  In-16 (200 x 155), 244 p., pl., carte, couv. ill.

### Documents sonores
- (Édition) Musique des Bassari (Sénégal), disque 3Ocm/33t, Le Chant du Monde, collection CNRS-Musée de l'Homme. LDX 74753, 1981,  Écoute en ligne
- Musique des Peul et des Tenda, avec V. Dehoux. M. P. Ferry et M. T. de Lestrange. CD OCORA. Radio-France Sénégal, 1994, écoute en ligne.